# Castillo de Enguídanos
El castillo de Enguídanos es una fortificación del municipio español de Enguídanos, en la provincia de Cuenca

## Descripción

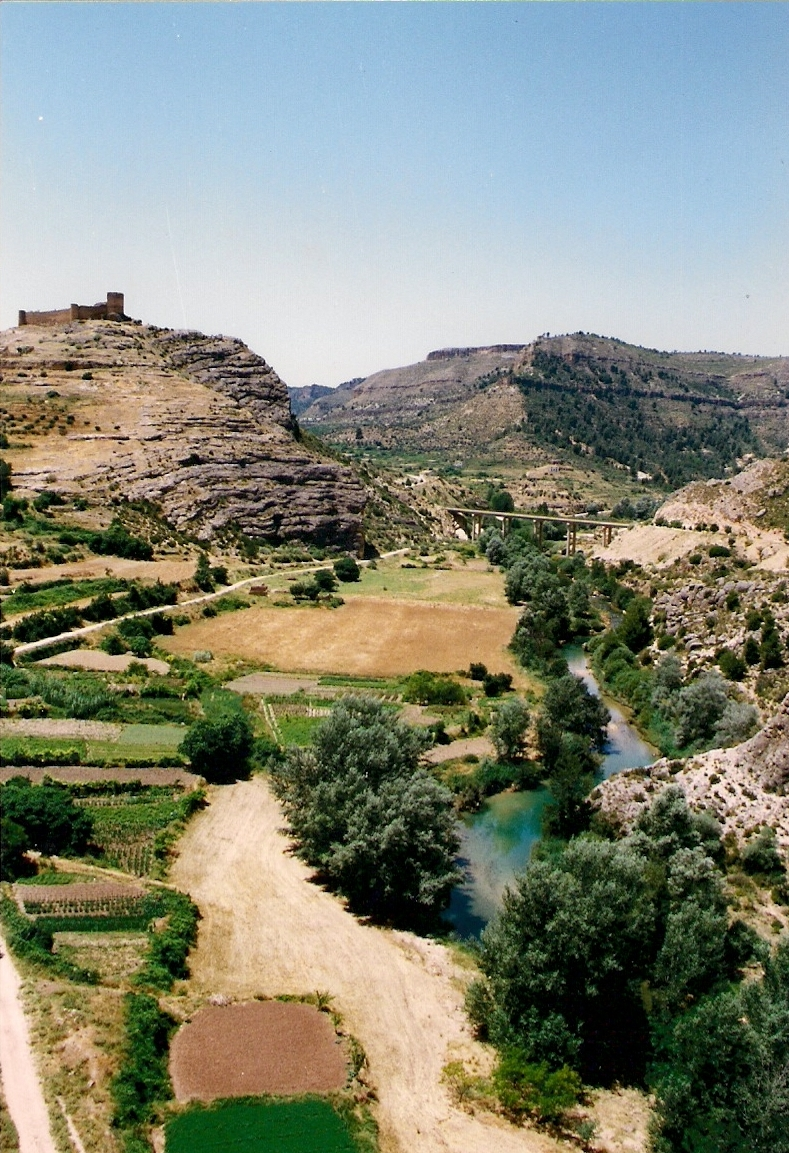
Vista del castillo con el río Cabriel en primer plano

Ubicado en lo alto de un promontorio, el castillo se encuentra dentro del término municipal conquense de Enguídanos, en la comunidad autónoma de Castilla-La Mancha.
Las ruinas habrían quedado protegidas de forma genérica el 22 de abril de 1949, mediante un decreto publicado el 5 de mayo de ese mismo año en el Boletín Oficial del Estado con la rúbrica del dictador Francisco Franco y del ministro de Educación Nacional José Ibáñez Martín, que sostenía que «Todos los castillos de España, cualquiera que sea su estado de ruina, quedan bajo la protección del Estado». En la actualidad contarían con el estatus de bien de interés cultural.